# آتوگاویل
آتوگاویل (به انگلیسی: Autaugaville) شهرکی است در ایالت آلاباما در کشور آمریکا.

## مکان
آتوگاویل در موقعیت () قرار دارد.
با توجه به اطلاعات اداره آمار آمریکا مساحت آن در حدود ۲۰٫۴ کیلومترمربع است.

## مردم‌شناسی
با توجه به آمار سال ۲۰۰۰ جمعیت آن ۸۲۰ نفر، ۳۱۶ خانواده در آن ساکن هستند.
تعداد ۳۸۴ واحد خانه در هر مساحت تقریبی (۱۹،۲akm²) قرار دارد.
۳۱،۱% درصد از خانواده‌های فرزند زیر ۱۸ سال داشتند که از این تعداد ۳۹،۶% درصد زوج بوده و ۲۵% درصد زنان بدون شوهر و ۳۰،۴% درصد نیز غیر خانواده بودند.
متوسط درآمد یک خانواده در حدود ۳۵،۴۱۷ دلار آمریکا است و زنان درآمد متوسط ۲۹،۶۸۸ دلار آمریکا و مردان درآمد متوسط ۱۹،۸۲۱ دلار آمریکا بدست می‌آورند.